# Jordi Calavera
Jordi Calavera Espinach (* 2. August 1995 in Valls) ist ein spanischer Fußballspieler, der seit 2022 beim CD Lugo unter Vertrag steht.

## Karriere

### Verein
Nach diversen kleineren Stationen in Spanien, wechselte Calavera im Sommer 2016 zu SD Eibar. Er wurde noch in derselben Sommerpause zunächst für ein Jahr an CD Lugo ausgeliehen und anschließend ein weiteres Jahr an Sporting Gijón. Für Gijón debütierte Calavera am 16. September 2017 im Spiel gegen CD Numancia. 2019 wechselte er zunächst auf Leihbasis zum FC Girona und im Anschluss fest zum spanischen Klub.

## Familie
Sein jüngerer Bruder Josep Calavera spielt in der dritten spanischen Liga bei Lleida Esportiu.